# Aoteatilia substriata
Aoteatilia substriata é uma espécie de gastrópode do gênero Aoteatilia, pertencente a família Columbellidae.